# Bulbophyllum othonis
Bulbophyllum othonis es una especie de orquídea epifita  originaria de  	 Asia. 

## Descripción
Es una orquídea de pequeño tamaño, con hábitos epifita con un rizoma rastrero que da lugar a subglobosos pseudobulbos envueltos por grandes vainas estriadas marrones que llevan una sola hoja, apical, erecta, amplia a oval-lanceolada, obtusa, muy gruesa, carnosa, de color verde oscuro por encima, más pálido por debajo, estrechándose abajo en la base subpeciolada. Florece en el verano en una inflorescencia basal, con frecuencia 2, largas, delgadas, curvas, inflorescencia articulada parcialmente envuelta por brácteas marrones.

## Distribución y hábitat
Se encuentra en las Filipinas.   

## Taxonomía
Bulbophyllum othonis fue descrita por (Kuntze) J.J.Sm. y publicado en Bulletin du Jardin Botanique de Buitenzorg, sér. 2 8: 26. 1912.
Etimología
Bulbophyllum: nombre genérico que se refiere a la forma de las hojas que es bulbosa.
othonis: epíteto
Sinonimia
- Bulbophyllum nutans (Lindl.) Rchb.f.
- Cirrhopetalum nutans Lindl.
- Phyllorchis othonis Kuntze
- Phyllorkis othonis Kuntze[3][4]